# Grand Prix de Fourmies 1990
Il Grand Prix de Fourmies 1990, cinquantottesima edizione della corsa, si svolse il 23 settembre 1990 su un percorso di 211,4 km, con partenza e arrivo a Fourmies. Fu vinto dall'olandese Frans Maassen della Buckler davanti al danese Soren Lilholt e allo svizzero Mauro Gianetti.

## Ordine d'arrivo (Top 10)
| Pos. | Corridore          | Squadra             | Tempo    |
| ---- | ------------------ | ------------------- | -------- |
| 1    | Frans Maassen      | Buckler             | 5h17'38" |
| 2    | Soren Lilholt      | Histor-Sigma        |          |
| 3    | Mauro Gianetti     | Helvetia-La Suisse  |          |
| 4    | Yvon Madiot        | Toshiba             |          |
| 5    | Andreas Kappes     | Toshiba             |          |
| 6    | Adrie van der Poel | Weinmann-SMM Uster  |          |
| 7    | Hendrik Redant     | Lotto-Superclub     |          |
| 8    | Olaf Ludwig        | Panasonic-Sportlife |          |
| 9    | Frédéric Moncassin | Castorama           |          |
| 10   | Laurent Jalabert   | Toshiba             |          |